# James Walter Elder

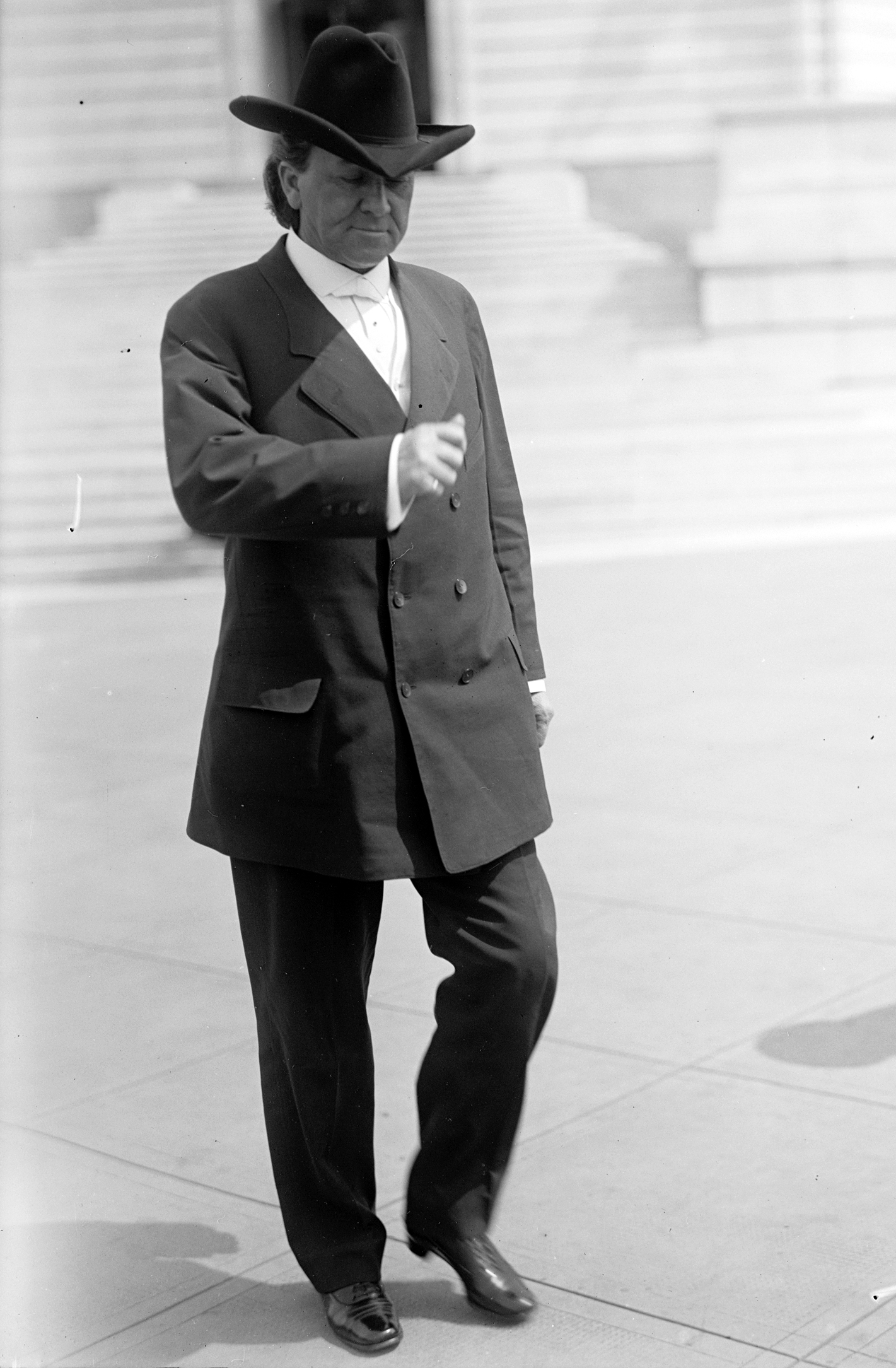
James Walter Elder

James Walter Elder (* 5. Oktober 1882 in Grand Prairie, Texas; † 16. Dezember 1941 in Ruston, Louisiana) war ein US-amerikanischer Politiker. Zwischen 1913 und 1915 vertrat er den Bundesstaat Louisiana im US-Repräsentantenhaus.

## Werdegang
James Elder besuchte die öffentlichen Schulen seiner texanischen Heimat und studierte danach zwischen 1895 und 1901 an der Baylor University in Waco. Nach einem anschließenden Jurastudium und seiner im Jahr 1903 erfolgten Zulassung als Rechtsanwalt begann er in Farmerville (Louisiana) in seinem neuen Beruf zu  arbeiten. Damals war er auch Bürgermeister in Farmerville. Später verlegte er seinen Wohnsitz und seine Anwaltskanzlei nach Monroe.
Politisch war Elder Mitglied der Demokratischen Partei. Zwischen 1908 und 1912 saß er im Senat von Louisiana. Bei den Kongresswahlen des Jahres 1912 wurde er im fünften Wahlbezirk von Louisiana in das US-Repräsentantenhaus in Washington, D.C. gewählt. Dort trat er am 4. März 1913 die Nachfolge von Joseph E. Ransdell an. Da er für die Wahlen des Jahres 1914 von seiner Partei nicht mehr nominiert wurde, konnte er bis zum 3. März 1915 nur eine Legislaturperiode im Kongress absolvieren.
Nach dem Ende seiner Zeit im US-Repräsentantenhaus arbeitete James Elder wieder als Anwalt in Farmerville. Im Jahr 1925 zog er nach Ruston, wo er weiterhin als Jurist praktizierte. Er starb am 16. Dezember 1941.